# Karl Töpfer
Karl Friedrich Gustav Töpfer, född den 26 december 1792 i Berlin, död den 22 augusti 1871 i Hamburg, var en tysk teaterförfattare.
Töpfer skrev en mängd lustspel. Bland dem kan nämnas Die weisse Piguesche ("Den hvita pigueschen" 1839; "Den grå paletån", 1854), Freien nach Vorschrift ("Frieri efter föreskrift", 1842), Nehmt ein Exempel d'ran (dansk bearbetning av Heiberg: "Seer Jer i Speil"; "Sen er i spegeln", 1836) och Rosenmüller & Finke (uppförd i Stockholm 1851). Töpfer var även en omtyckt novellförfattare. Han blev 1822 filosofie doktor i Göttingen. Töpfers Lustspiele utkom i 7 band 1830–51, Gesammelte dramatische Werke i 4 band 1873.